# Lancia Thema
De Lancia Thema is een auto uit de hogere middenklasse. De auto is geproduceerd door Lancia onder supervisie van Fiat. De auto was leverbaar als berlina (sedan) en als SW (station wagon). De Thema maakte deel uit van het Tipo Quattro-project; een samenwerkingsverband tussen Fiat - Saab - Alfa - Lancia waarbij het chassis bij de verschillende merken gelijk was. Dit resulteerde in de Fiat Croma, de Alfa Romeo 164, de Saab 9000 en de Lancia Thema. In 2011 kwam na de fusie met Chrysler een nieuwe Thema uit, een Chrysler 300C voor de Europese markt.

## Ontwerp
Het model van de Thema is ontworpen door Giorgetto Giugiaro. De Thema bestond sinds 1984 en werd tot en met 1994 geproduceerd. In die tijd is het ontwerp niet ingrijpend gewijzigd.
De Thema is een vrij vierkante auto. Kenmerkend zijn de sierlijsten rondom de ramen en de duidelijk zichtbare B-stijl. Bij veel luxe auto's verdwijnt de B-stijl achter de deuren zodat de voor en achterdeur een geheel worden.
Gedurende de productieduur zijn verscheidene nieuwe versies van de Thema verschenen. Opmerkelijk is dat de carrosserie in die periode niet gewijzigd is. De derde serie onderging de grootste veranderingen waarbij het uiterlijk veranderde door de gewijzigde bumpers, sideskirts en achterklep. De eerste serie startte in 1984 en bleef uiterlijk ongewijzigd tot 1988. In dat jaar werd de eerste facelift getoond op de autosalon van Parijs. Deze facelift bleef in productie tot 1992. In september van dat jaar werd de derde serie onthuld. Deze zou tot en met het einde van de productie (1995) blijven.

## Modellen

### Prima Serie

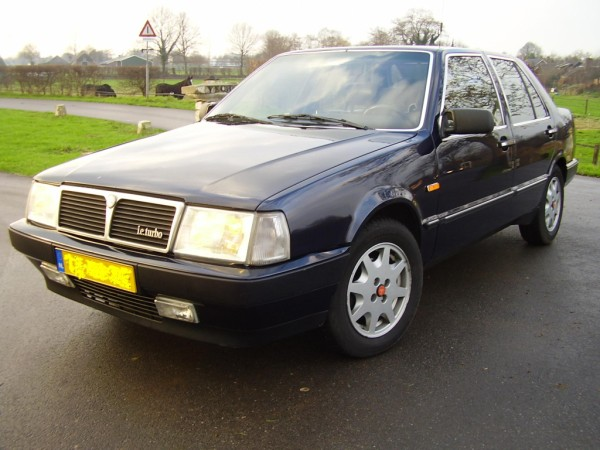
Lancia Thema i.e. Turbo 1988

Opvallend aan de eerste serie zijn de originele lichtmetalen velgen, die afkomstig zijn van de Lancia Prisma. De grille is gemaakt van roestvrij staal en ligt in dit ontwerp nog achterover in het front. De grille heeft horizontale lamellen. De grille wordt geflankeerd door de grootste koplampen die in die tijd op een seriemodel auto gemonteerd zaten. Een typeplaatje ontbrak nog, het model werd in tekst omschreven op de grille gezet. De stoelen werden bekleed met stof van het beroemde mannenmodemerk Zegna.

### Seconda Serie
De eerste facelift van de Thema in 1988 was het werk van I.DE.A Institute. Deze ontwerpstudio is onder meer verantwoordelijk voor de Lancia Dedra en de Alfa 155. Het idee was dat de Thema een 'klassiek-moderne' uitstraling zou krijgen. De Thema werd luxer gemaakt, meer in lijn met de traditie van Lancia en om de Thema duidelijk buiten het Fiat programma te plaatsen. Uiteindelijk was zowel de Thema als de Croma (naast de Saab 9000 en de Alfa Romeo 164) afkomstig uit het basis design van het Tipo Quattro-project. Hierin werd dezelfde basis carrosserie door vier fabrikanten gebruikt om een eigen auto omheen te bouwen. De belangrijkste en in het oog springende wijziging was het nieuwe front. Het interieur wijzigde door de toepassing van hout in het dashboard en aan de bovenzijde van de deuren.
Zegna was niet langer de leverancier van de stoffen van het interieur. Er werd overgeschakeld op een ruitenmotief in de standaard uitvoering. Daarnaast werd Alcantara als optie geïntroduceerd. Dit was de eerste keer dat Lancia dit materiaal toepaste.

### Terza Serie

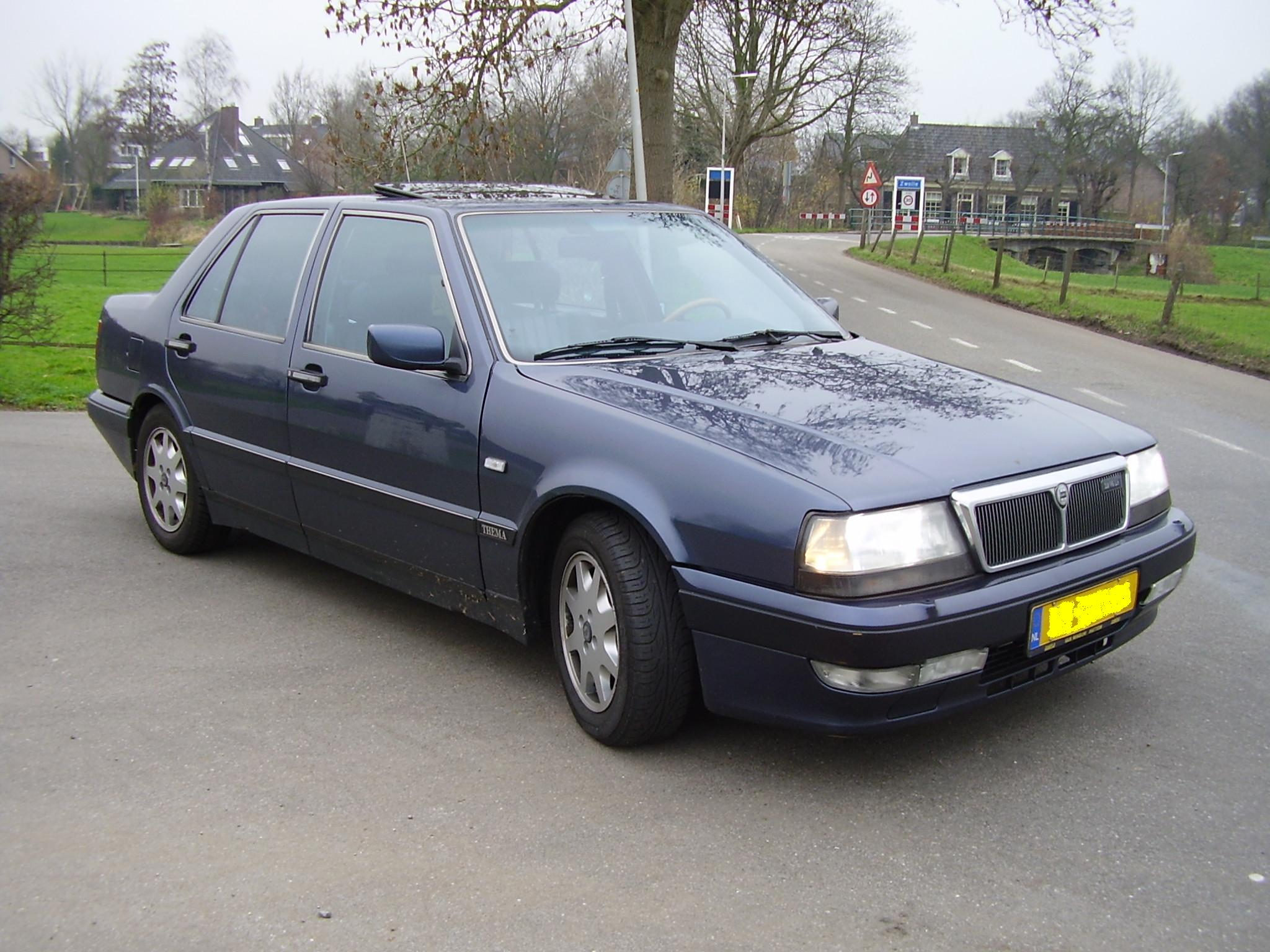
Lancia Thema 3.0V6 LS 1992

Eind 1992 kwam Lancia met de laatste uitvoering van de Thema; de derde serie. De grootste verandering was de voorkant. De bumper werd gewijzigd en er werden parkeerlichten toegevoegd die samen met de mistlampen een geheel vormen. De lijnen in de achterklep verdwenen en de achterkant werd geheel vlak. De bumpers zijn vanaf de derde serie niet alleen anders van vorm, de onderzijde onder de matzwarte stootstrip werd in de kleur van de auto geleverd. Grootste uiterlijke wijziging betreft de wijziging naar Solextra glas dat donkerder overkomt en de wijziging van de chromen raamlijsten in gouden exemplaren.
Het interieur wijzigde niet ingrijpend. Het dashboard kreeg een toevoeging in de vorm van de knop voor de parkeerlichten en het checkpanel kreeg extra functies zoals een snelheidwaarschuwingssysteem en een oliepeilknopje. In de middenconsole kwamen luchtuitstroomopeningen aan de achterzijde en de alarmlichtenknop verhuisde naar de middenconsole. De stoffering van de kofferbak werd verbeterd. Er kwam een thuiskomertje waardoor het gereedschap opgeborgen kon worden onder het wiel. Daarnaast werd de afdekplaat in de kofferbak versterkt waardoor de vloer vlak blijft. Aan de zijkanten werden panelen gemaakt waarachter de elektronica schuilgaat. Vanaf de derde serie zit in de kofferbak standaard een stroomvoorziening. Het stuurwiel kan vanaf de derde serie ook uitgevoerd zijn met airbag.

### Stationwagen

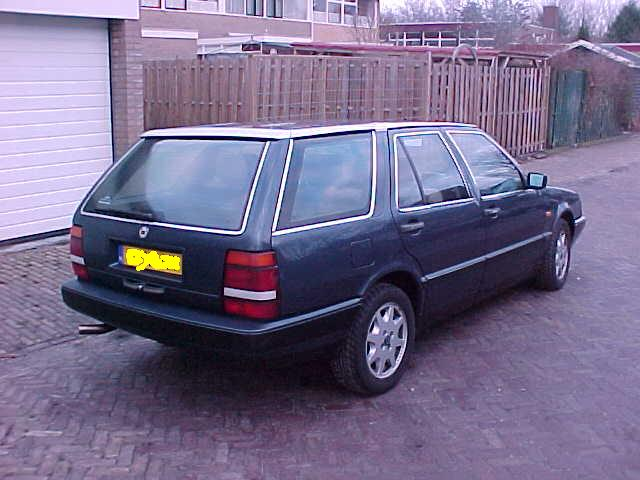
Lancia Thema Turbo 16V SW 1992

Na de introductie van de Berlina hebben Zagato en Pininfarina een ontwerp gemaakt voor de stationwagen (SW) uitvoering van de Thema. Van beiden is een prototype gemaakt. Lancia heeft het ontwerp van Pininfarina in productie genomen. De SW heeft precies dezelfde bodemplaat als de Berlina. De SW verscheen, net als de Berlina, in uitvoeringen van de eerste, tweede en derde serie. De SW is nooit geleverd met 2.0 ie motor en de V8 is eenmalig als SW geproduceerd als cadeau voor de toenmalige Fiat baas Agnelli. Een LX-versie van de SW is alleen geproduceerd als derde serie. Van de 3.0 SW LX zijn er slechts 20 gemaakt. Hiervan zijn er twee op kenteken geregistreerd in Nederland.

## Aantallen
Het totale aantal geproduceerde Thema's is circa 357.572 stuks. Per type in overzicht:
- Totaal: 357.572
- SW
  - 1986: 1038
  - 1987: 4271
  - 1988: 2856
  - 1989: 3018
  - 1990: 3352
  - 1991: 2531
  - 1992: 1959
  - 1993: 1247
  - 1994: 802

- 8.32 (eerste serie): 2.370
- 8.32 (tweede serie): 1.167

Ten tijde van het laatste kwartaal in 2008 waren er nog 326 Lancia Thema's op kenteken bekend in Nederland van de circa 5.712 verkochte exemplaren.

## Speciale uitvoeringen

### Lancia Thema 8.32
De Thema 8.32 is een Thema met een aangepaste Ferrari motor; 8 cilinders en 32 kleppen. Het motorblok uit de Ferrari 308 QV diende als basis. Dit blok werd iets teruggetuned naar 215 pk.
De 8.32 onderscheidt zich van de andere Thema's doordat er veel hoogwaardige materialen gebruikt werden zoals een handgemaakt interieur van Poltrona Frau, door de vijfgaats velgen en door de geïntegreerde elektrisch bedienbare spoiler. De 8.32 werd als eerste serie geproduceerd met 215 pk zonder katalysator, de tweede serie kreeg deze katalysator wel, waardoor het vermogen terugging naar 205 pk.

### Lancia Thema LX
De Thema LX had alle luxe van de 8.32, maar niet de onderhoudsgevoelige Ferrari motor. De LX was er als tweede serie als Turbo 16V en in de derde serie als Turbo 16V en 3.0V6. De turbo's hebben standaard niveauregeling op de achterwielophanging.

### Lancia Thema Limousine
De Thema Limousine is alleen geproduceerd als eerste serie. Het betreft een verlengde carrosserie. De auto had altijd de beschikking over de PRV 2,8 liter V6. De wielophanging week af omdat er vijfgaats velgen toegepast werden van de Lancia Gamma. De verlenging van de carrosserie werd bereikt door een tussenstuk toe te voegen tussen de voor en achterdeur van circa 40 centimeter.

## Motoren
Gedurende de productie zijn er niet altijd gelijktijdig met de introductie van nieuwe modellen nieuwe motoren gekomen. Per bouwjaarperiode volgt een overzicht van de motoren waaruit de koper kon kiezen:
| Benzine            | Benzine | Benzine   | Benzine | Benzine          | Benzine          | Benzine    | Benzine     | Benzine   | Benzine |
| Type               | Motor   | Motor     | Motor   | Vermogen         | Koppel           | 0-100 km/h | Topsnelheid | Jaartal   |         |
| Type               | Inhoud  | Cilinders | Kleppen | Vermogen         | Koppel           | 0-100 km/h | Topsnelheid | Jaartal   |         |
| ------------------ | ------- | --------- | ------- | ---------------- | ---------------- | ---------- | ----------- | --------- | ------- |
| 2.0 i.e.           | 1995 cc | 4-in-lijn | 8V      | 120 pk @5250 rpm | 170 Nm @3300 rpm | 9.7 s      | 195 km/u    | 1985-1989 |         |
| 2.0 i.e.           | 1995 cc | 4-in-lijn | 8V      | 116 pk @5600 rpm | 162 Nm @4000 rpm | 10.4 s     | 191 km/u    | 1987-1989 |         |
| 2.0 i.e.           | 1995 cc | 4-in-lijn | 8V      | 116 pk @5600 rpm | 162 Nm @4000 rpm | 11.4 s     | 195 km/u    | 1989-1995 |         |
| 2.0 i.e. 16V       | 1995 cc | 4-in-lijn | 16V     | 146 pk @6000 rpm | 173 Nm @4000 rpm | 10.4 s     | 202 km/u    | 1989-1992 |         |
| 2.0 i.e. 16V       | 1995 cc | 4-in-lijn | 16V     | 155 pk @6500 rpm | 181 Nm @3500 rpm | 10.1 s     | 205 km/u    | 1992-1995 |         |
| 2.0 i.e. Turbo     | 1995 cc | 4-in-lijn | 8V      | 166 pk @5500 rpm | 290 nM @2750 rpm | 7.2 s      | 218 km/u    | 1985-1988 |         |
| 2.0 i.e. Turbo     | 1995 cc | 4-in-lijn | 8V      | 150 pk @5500 rpm | 245 Nm @2700 rpm | 7.9 s      | 210 km/u    | 1988-1989 |         |
| 2.0 i.e. Turbo 16V | 1995 cc | 4-in-lijn | 16V     | 180 pk @5500 rpm | 270 Nm @2500 rpm | 8.0 s      | 222 km/u    | 1989-1992 |         |
| 2.0 i.e. Turbo 16V | 1995 cc | 4-in-lijn | 16V     | 205 pk @5750 rpm | 304 Nm @3750 rpm | 7.2 s      | 230 km/u    | 1992-1995 |         |
| V6                 | 2849 cc | V6        | 12V     | 150 pk @5250 rpm | 245 Nm @2700 rpm | 8.2 s      | 208 km/u    | 1985-1989 |         |
| V6                 | 2849 cc | V6        | 12V     | 150 pk @5000 rpm | 225 Nm @3500 rpm | 8.4 s      | 205 km/u    | 1989-1992 |         |
| 3.0 V6             | 2959 cc | V6        | 12V     | 175 pk @5500 rpm | 250 Nm @4500 rpm | 8.1 s      | 220 km/u    | 1992-1995 |         |
| 8.32               | 2927 cc | V8        | 32V     | 215 pk @6750 rpm | 285 Nm @4500 rpm | 6.8 s      | 240 km/u    | 1987-1989 |         |
| 8.32               | 2927 cc | V8        | 32V     | 205 pk @6750 rpm | 263 Nm @5000 rpm | 7.2 s      | 235 km/u    | 1989-1992 |         |
| Diesel             |         |           |         |                  |                  |            |             |           |         |
| Turbo D            | 2445 cc | 4-in-lijn | 8V      | 101 pk @4100 rpm | 217 Nm @2300 rpm | 11.9 s     | 185 km/u    | 1985-1989 |         |
| Turbo D            | 2499 cc | 4-in-lijn | 8V      | 118 pk @3900 rpm | 245 Nm @2200 rpm | 11.0 s     | 195 km/u    | 1989-1992 |         |
| Turbo DS           | 2499 cc | 4-in-lijn | 8V      | 118 pk @4100 rpm | 245 Nm @2400 rpm | 11.5 s     | 195 km/u    | 1992-1995 |         |

## Lancia Thema 2011

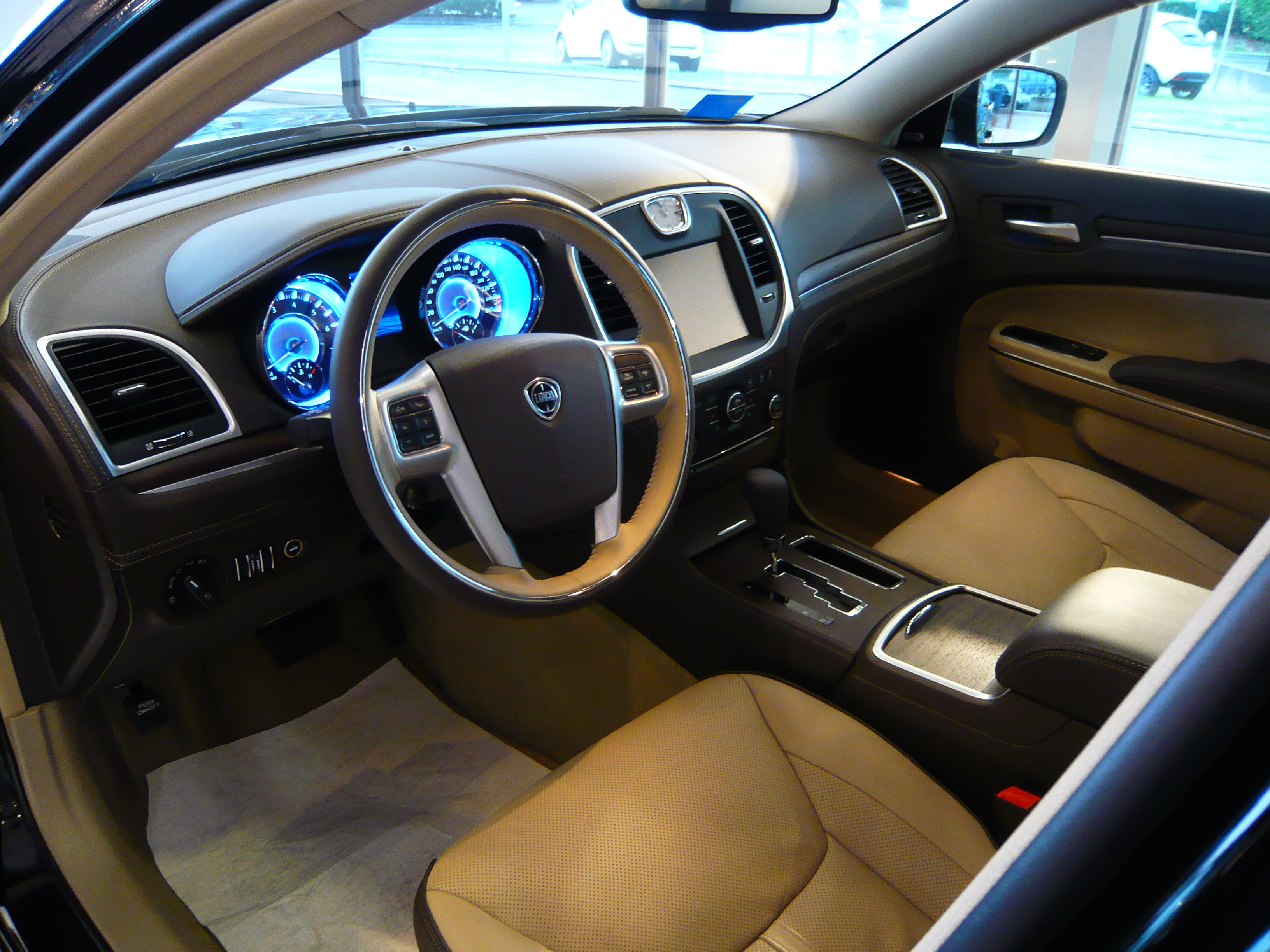
Lancia Thema interieur

In 2011 kwam een nieuw model Thema uit. Dit keer deelt de wagen z'n techniek met de Chrysler 300. Feitelijk is het niet meer dan een rebadge. Het ontwerp van de auto was al zo goed als klaar voordat Lancia's moedermerk Fiat het Amerikaanse Chrysler overnam. Wel claimt Lancia zich te hebben bemoeid met het interieur van de auto. Dit is onder andere te zien aan de lerenbekleding van Poltrona Frau en het met leer overtrokken dashboard. Ook de dieselmotoren zijn van Italiaanse afkomst. Deze zijn namelijk ontstaan door een samenwerking tussen Fiat Powertrain Technologies en het eveneens Italiaanse VM Motori.
In Europa werd de nieuwe Thema kritisch ontvangen. Volgens velen heeft de auto weinig van doen met een Italiaanse auto en is de auto veel te Amerikaans om een Lancia-badge te mogen dragen. Verder heeft de nieuwe Thema achterwielaandrijving, terwijl Lancia na het Franse Citroën een van de eerste automobielfabrikanten was die overstapte op voorwielaandrijving.

### Motoren
| Benzine          | Benzine | Benzine   | Benzine | Benzine           | Benzine           | Benzine    | Benzine     | Benzine   | Benzine |
| Type             | Motor   | Motor     | Motor   | Vermogen          | Koppel            | 0-100 km/h | Topsnelheid | Jaartal   |         |
| Type             | Inhoud  | Cilinders | Kleppen | Vermogen          | Koppel            | 0-100 km/h | Topsnelheid | Jaartal   |         |
| ---------------- | ------- | --------- | ------- | ----------------- | ----------------- | ---------- | ----------- | --------- | ------- |
| 3.6 V6 Pentastar | 3604 cc | V6        | 24V     | 286 pk @ 6350 rpm | 340 Nm @ 4650 rpm | 7.7 s      | 240 km/u    | 2011-2014 |         |
| Diesel           |         |           |         |                   |                   |            |             |           |         |
| 3.0 V6 Multijet  | 3000 cc | V6        | 24V     | 190 pk @ 4000 rpm | 440 Nm @ 1600 rpm | 9.8 s      | 230 km/u    | 2011-2014 |         |
| 3.0 V6 Multijet  | 3000 cc | V6        | 24V     | 239 pk @ 4000 rpm | 550 Nm @ 1800 rpm | 7.9 s      | 230 km/u    | 2011-2014 |         |

De benzinemotor wordt standaard gekoppeld aan een van het Duitse  ZF afkomstige achttrapsautomaat. De diesels zijn standaard voorzien van een vijftrapsautomaat. Deze is afkomstig van Mercedes-Benz.
Er zijn drie uitvoeringen beschikbaar voor de Thema. De standaardversie wordt Gold genoemd. De overige versies heten Platinum en Executive.